# May December
May December è un film del 2023 diretto da Todd Haynes.
La pellicola è liberamente ispirata alla vicenda di Mary Kay Letourneau, insegnante nota alla cronaca statunitense per l'adescamento del suo allora alunno Vili Fualaau, dodicenne all'epoca dei fatti e in seguito divenuto suo marito.

## Trama
Nel 2015, l'attrice Elizabeth Berry si reca a Savannah per fare ricerche su Gracie Atherton-Yoo, una donna che ventitré anni prima, all'età di trentasei anni, era stata colta in flagrante a letto con Joe Yoo, un compagno di scuola tredicenne del figlio. Gracie era finita in prigione, dove aveva dato alla luce la primogenita della coppia; dopo la sua scarcerazione, Gracie e Joe si sono sposati e hanno avuto una coppia di gemelli, Mary e Charlie, ormai prossimi al diploma. La famigerata relazione di Gracie e Joe è diventata il soggetto di un film in cui Elizabeth reciterà la parte della protagonista, e l'attrice decide quindi di studiare la donna per comprenderla a fondo e poterla interpretare al meglio.
Accolta calorosamente (seppur con qualche incertezza) nella vita degli Atherton-Yoo, Elizabeth comincia a conoscere la famiglia e ad intervistare amici e conoscenti della coppia, tra cui il primo marito di Gracie e il figlio avuto dal primo matrimonio. Le domande di Elizabeth spingono Joe a riflettere per la prima volta dopo ventitré anni sulla vera natura della sua relazione e sulla situazione che lo vede ancora giovane ma intrappolato in un matrimonio con una donna molto fragile e prossima alla sessantina. Le crepe nel loro matrimonio lo spingono a interrogare Gracie sugli inizi della loro relazione, ma la moglie reagisce duramente, affermando di essere stata lei a venir sedotta dal tredicenne Joe.
Intanto Elizabeth viene a sapere da Georgie, il figlio di Gracie dal precedente matrimonio, che la madre era stata molestata sessualmente dai fratelli durante la pubertà, anche se Gracie nega che ciò sia mai avvenuto. Sempre più in crisi e incerto sulla natura del suo matrimonio, Joe va a letto con Elizabeth e le consegna la lettera che Gracie gli aveva scritto all'inizio della loro relazione, in cui Gracie si rivelava consapevole dell'illegalità della loro relazione. Tuttavia Joe si indispettisce quando Elizabeth lo descrive come una vittima. Il giorno del diploma di Mary e Charlie, Elizabeth si congeda da Gracie, che ha cominciato a imitare sia nel trucco che nell'abbigliamento.
Con l'inizio delle riprese del film, Elizabeth, sempre più immersa nel personaggio di Gracie, fa girare più e più volte la scena della seduzione di Joe nel tentativo di catturare la complessità e le contraddizioni di Gracie.

## Produzione
Nel giugno 2021 è stato annunciato che Natalie Portman e Julianne Moore avrebbero recitato nel nuovo film di Todd Haynes, al cui cast si è unito anche Charles Melton nel settembre 2022. A causa di un infortunio all'anca, il direttore della fotografia Edward Lachman è stato rimpiazzato da Christopher Blauvelt. Il film segna la quinta collaborazione tra Haynes e Julianne Moore.
Le riprese si sono svolte a Savannah e si sono concluse nel novembre 2022. Nel complesso, la pellicola è costata circa 20 milioni di dollari.

## Distribuzione
La pellicola è stata presentata in anteprima il 20 maggio 2023 in occasione della 76ª edizione del Festival di Cannes. È stata proiettata nelle sale statunitensi in distribuzione limitata dal 17 novembre 2023 prima di approdare sulla piattaforma Netflix dal 1º dicembre dello stesso anno negli Stati Uniti. In Italia è distribuito da Lucky Red dal 21 marzo 2024.

## Accoglienza

### Incassi
Il film ha incassato poco più di 5,2 milioni di dollari, di cui 630756 € in Italia con 95808 presenze.

### Critica
La pellicola è stata accolta positivamente dalla critica. Sull'aggregatore Rotten Tomatoes 327 critici esprimono un gradimento del 91% con un voto medio di 7.9/10; su Metacritic il voto medio di 53 critici è di 86/100.

## Riconoscimenti
- 2024 – Premio Oscar[12]
  - Candidatura per la miglior sceneggiatura originale a Samy Burch
- 2024 – Golden Globe
  - Candidatura per il miglior film commedia o musicale
  - Candidatura per la miglior attrice in un film commedia o musicale a Natalie Portman
  - Candidatura per il miglior attore non protagonista a Charles Melton
  - Candidatura per la migliore attrice non protagonista a Julianne Moore
- 2023 – Chicago Film Critics Association Awards
  - Miglior attore non protagonista a Charles Melton
  - Miglior performance rivelazione a Charles Melton
  - Migliore sceneggiatura originale a Samy Burch
  - Candidatura per il miglior film
  - Candidatura per il miglior regista a Todd Haynes
  - Candidatura per la migliore attrice a Natalie Portman
  - Candidatura per la migliore attrice non protagonista a Julianne Moore
- 2023 – Festival di Cannes
  - In concorso per la Palma d'oro
- 2023 – Gotham Independent Film Awards
  - Miglior interpretazione non protagonista a Charles Melton
- 2023 – New York Film Critics Circle Awards
  - Miglior sceneggiatura a Samy Burch
  - Miglior attore non protagonista a Charles Melton
- 2023 – Independent Spirit Awards[13]
  - Candidatura per il miglior film
  - Candidatura per il miglior regista a Todd Haynes
  - Candidatura per il miglior sceneggiatura d'esordio a Samy Burch
  - Candidatura per la miglior interpretazione protagonista a Natalie Portman
  - Candidatura per la miglior interpretazione non protagonista a Charles Melton
- 2024 – National Society of Film Critics Award[14]
  - Miglior attore non protagonista a Charles Melton
  - Miglior sceneggiatura a Samy Burch